# Ranger Smith
John Francis Smith (meglio conosciuto come Ranger Smith) è un personaggio della serie animata dell'Orso Yoghi creato da Hanna-Barbera.
Nel primo film Ranger Smith è chiamato John Smith guardaboschi.

## Storia

### Origini
Ex soldato dell'esercito statunitense, Ranger Smith è la seria e severa figura di autorità nel Parco di Jellystone (nome nato dalla storpiatura del noto Parco nazionale di Yellowstone), che cerca di contrastare le scorribande del dispettoso Orso Yoghi, di cui disapprova i continui furti dei cestini da picnic, soprattutto perché allontanano i visitatori del parco e gli creano un sacco di lavoro straordinario.
Nei cortometraggi originali dell'Orso Yoghi trasmessi durante il Braccobaldo Show, il personaggio all'epoca senza nome che sarebbe poi diventato Ranger Smith aveva un aspetto molto diverso: appariva più vecchio e con i baffi bianchi, anche se la sua voce era la stessa. Anche dopo la sua ufficiale apparizione, il design di Ranger Smith è stato notevolmente variabile durante ogni episodio dell'"Orso Yoghi Show". In un episodio, egli appare giovane, ma questo caso è evidentemente riferito al suo primo vero incontro con Yoghi, tanto è vero che lui non lo riconosce e si riferisce a lui citandolo come "quell'orso".

### Rapporto con l'orso Yoghi
Il rapporto di Ranger Smith con Yoghi sembra cambiare in ogni episodio. A volte appare molto amichevole con Yoghi ed è stato anche riluttante a mandarlo in uno zoo in un episodio; in altri episodi, non vuole altro che spedire Yoghi allo zoo di Saint Louis (Missouri). Gli atteggiamenti di Ranger Smith verso Yoghi sembrano spesso essere un comportamento parallelo a quello di Yoghi: se Yoghi combina un guaio, allora Ranger Smith vuole decisamente liberarsi di lui; ma se Yoghi sta cercando di fare la cosa giusta, il ranger spesso gli è di supporto. Sembra che ci sia un riluttante, se non profondo, rispetto per Yoghi. Anche se i due hanno un rapporto un po' antagonistico, qualora dovessero accadere guai seri ad uno di loro, l'altro cerca di solito di risolverli. Hanno anche una rivalità amichevole di lunga durata.
Ranger Smith è di solito amico di Bubu, perché questi cerca sempre di fare la cosa giusta, a differenza di Yoghi. Yoghi invece ruba i cestini da picnic e non si sente per niente in colpa per questo.
Don Messick, doppiatore originale americano per gli episodi dello show, usava la sua voce naturale sia per il Ranger sia per le narrazioni, il che fa supporre che fosse il Ranger a narrare le vicende.
In un episodio, Ranger Smith afferma chiaramente che il suo primo nome è Harold.

### Altre apparizioni
- Ranger Smith è apparso in alcuni episodi della serie televisiva L'arca di Yoghi. In quelle apparizioni, aveva i capelli biondi invece che neri.
- Ranger Smith era un personaggio di supporto della serie La caccia al tesoro di Yoghi.
- Ranger Smith è apparso solo una volta (Quebec / Baghdad) nella serie Olimpiadi della risata.
- Nella serie Yo Yoghi!, Ranger Smith è chiamato come Ufficiale Smith ed è una guardia di sicurezza del centro commerciale di Jellystone. Ufficiale Smith è doppiato da Greg Burson.
- Ranger Smith è diventato un personaggio protagonista nei cortometraggi delle parodie prodotte dalla ormai defunta società di animazione Spümcø, tra cui "Bubu corre selvaggio", "Un giorno nella vita di Ranger Smith" e "Bubu e l'Uomo". In quelle apparizioni, Ranger Smith è stato doppiato da Corey Burton.
- Vari disegni di Ranger Smith (senza voce) appaiono nell'episodio "furto di identità" della serie "Avvocato Harvey Birdman", facendo riferimento alle evidenti incongruenze del disegno durante il cartone animato originale.
- Ranger Smith appare nell'episodio "Il presidente del Male" (originale in inglese: "President Evil") della serie Robot Chicken, doppiato da Seth Green. In un segmento del trailer di un episodio con protagonisti Yoghi e Bubu, Ranger Smith dice allo sceriffo che i poliziotti non cattureranno Yoghi visto che è più intelligente dell'orso medio.
- Ranger Smith appare nel lungometraggio di animazione L'orso Yoghi, uscito al cinema il 17 dicembre 2010. Egli è interpretato dall'attore Tom Cavanagh. In questo film, Ranger Smith scopre che il sindaco di Franklin City, R. Brown, vuole chiudere il parco di Jellystone e cerca di evitarlo con una festa di fuochi d'artificio durante il 100º anniversario, che però viene accidentalmente rovinata da Yoghi.
- Ranger Smith appare brevemente in uno pubblicità commerciale di MetLife in onda nel 2012.

### Parodie
Nel cartone animato Yin Yang Yo!, Ranger Ron è un'ovvia parodia del Ranger Smith, "nemico" dell'orso Yoghi: cerca di mettere gli orsi antropomorfi in cattiva luce perché in passato fu costretto a lavorare al comando di un animale benevolo.